# Rolf Tufvesson

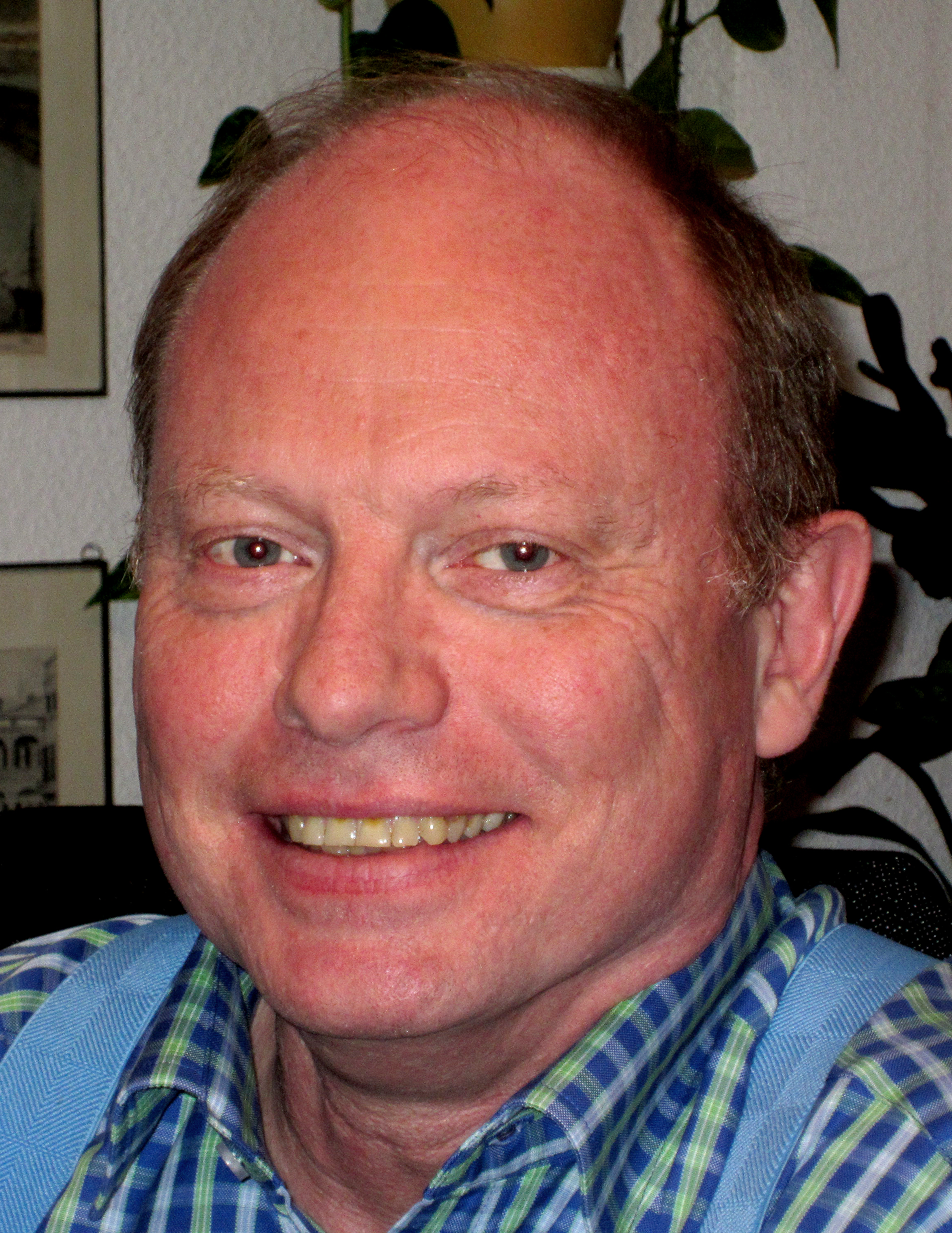
Rolf Tufvesson

Rolf Tufvesson, född 1961, är en tidigare kristdemokratisk politiker, före detta regionråd i Region Skåne.
Tufvesson var under många år moderat kommunalpolitiker i Helsingborg och satt i kommunfullmäktige för moderaterna. I samband med en intern strid lämnade han moderaterna men satt kvar som så kallad politisk vilde i fullmäktige, anslöt sig sedan till kristdemokraterna (kd) och ansåg sig företräda sitt nya parti i kommunfullmäktige. Kd:s dåvarande partisekreterare Inger Davidson hälsade Tufvesson och några andra i kommunfullmäktige avhoppade moderater välkomna till kristdemokraterna och försvarade att de satt kvar i kommunfullmäktige på moderata mandat. Han lämnade sina uppdrag efter valet 2010.

## Uppdrag iRegion Skåne
- Regionråd
- Ordförande kulturnämnden
- Ersättare i regionstyrelsens arbetsutskott
- Ledamot i regionfullmäktige
- Ersättare i regionstyrelsen